# Вывлочка
Вывлочка (пол. Wywłoczka) — деревня в Замойском повете Люблинского воеводства Польши. Входит в состав гмины Звежинец. Находится примерно в 25 км к юго-западу от центра города Замосць. По данным переписи 2011 года, в деревне проживал 481 человек.
В 1975—1998 годах деревня входила в состав Замойского воеводства.

## Население
Демографическая структура по состоянию на 31 марта 2011 года:
|         | Всего | До трудоспособного возраста | Трудоспособного возраста | Старше трудоспособного возраста |
| ------- | ----- | --------------------------- | ------------------------ | ------------------------------- |
| Мужчины | 233   | 49                          | 160                      | 24                              |
| Женщины | 248   | 36                          | 137                      | 75                              |
| Всего   | 481   | 85                          | 297                      | 99                              |